# Anatolij Koroboczka
Anatolij Wasylowycz Koroboczka, ukr. Анатолій Васильович Коробочка, ros. Анатолий Васильевич Коробочка, Anatolij Wasiljewicz Koroboczka (ur. 5 stycznia 1955 w Symferopolu) – ukraiński piłkarz, grający na pozycji napastnika, a wcześniej pomocnika, trener piłkarski. Zmienił obywatelstwo na rosyjskie.

## Kariera piłkarska

### Kariera klubowa
Wychowanek klubu Tawrija Symferopol, w którym rozpoczął karierę piłkarską. W 1978 przeszedł do CSKA Moskwa, a potem kontynuował występy w innym wojskowym klubie SKA Odessa. Następnie służył w grupie Radzieckich Wojsk w NRD, gdzie bronił barw wojskowej reprezentacji. Od 1984 bronił barw miejscowych niemieckich zespołów Stahl Thale, Einheit Wernigerode, Falkensee-Falkenburg oraz Eintracht Levenberg. W 1991 zakończył karierę piłkarską.

## Kariera trenerska
Po zakończeniu kariery piłkarskiej rozpoczął karierę szkoleniową. W latach 1991–1998 z przerwami pracował w klubie CSKA Moskwa na różnych stanowiskach. Potem trenował również kluby Tawrija Symferopol, Spartak-Czukotka Moskwa i FK Reutow. Pełnił funkcję trenera szkockiego klubu Heart of Midlothian. Zastąpił na tym stanowisku Valdasa Ivanauskasa dnia 2 marca 2007 roku. We wrześniu 2007, zastąpił go Stephen Frail, natomiast Ukraińcowi powierzono funkcję dyrektora sportowego klubu. W latach 2010–11 prowadził drugoligowy rosyjski klub Gorniak Uczały.